# نادي ديديبيت
نادي ديديبيت لكرة القدم هو نادي كرة قدم أثيوبي تأسس عام 1997. مثّل لاعبو الفريق غالبية تشكيلة منتخب أثيوبيا في بطولة كأس الأمم الأفريقية 2013.

## الإنجازات
- الدوري الأثيوبي الممتاز: 1

2012–13.
- كأس أثيوبيا: 2

2009–10, 2012–13
- كأس السوبر الأثيوبي: 0

## الظهور في البطولات الأفريقية
- دوري أبطال أفريقيا: 1 مشاركة وحيدة

2014 - الدور الأول
- كأس الاتحاد الكونفدرالي الأفريقي: 2 مشاركتين

2011 - الدور الأول
2013 - الدور الأول

## روابط خارجية
- الموقع الرسمي للفريق
- صفحة الفريق على كووورة.كوم
- صفحة الفريق على سوكرواي.كوم